# 道の駅塩津海道 あぢかまの里
道の駅塩津海道 あぢかまの里（みちのえき しおつかいどう あぢかまのさと）は、滋賀県長浜市西浅井町塩津浜にある国道8号の道の駅である。

## 概要
2005年（平成17年）に「奥びわ湖水の駅あぢかまの里」として開業。開業前の1997年（平成9年）から、土曜・日曜に町内で青空市を始めたのが原点となっている。道の駅の登録に伴い、2010年（平成22年）3月13日に道の駅としてオープンした。
駅名となっている「あぢかま」とは、塩津の枕ことばで越冬で飛来するカモに由来している。2020年（令和2年）には、西浅井町出身の若者グループが道の駅内にハンバーガーショップ「COMEDY BURGER」（コメディバーガー）を、地域振興のために開店している。

## 施設
- 駐車場
  - 普通車 : 74台[5]
  - 大型車 : 12台[5]
  - 身障者用 : 2台[5]
- トイレ
- 奥びわ湖水の駅
  - 特産品販売所（農産物直売所・売店）
  - 軽食販売コーナー（フードコート・テイクアウト）
- 水の駅交流館
  - パン工房
- 道の駅情報館（トイレは24時間利用可能）
- 水の駅栽培ハウス
- 丸子船実船展示（屋外）

### 管理団体
- 設置者：長浜市
- 指定管理者：有限会社西浅井総合サービス[8]
  - 指定管理者となっている西浅井総合サービスは、西日本旅客鉄道（JR西日本）湖西線永原駅の駅舎となっている「永原駅コミュニティハウス」も運営している。

## 休館日
- 毎週火曜日（祝日の場合は翌日）[5]
- 年末年始[5]

## アクセス
- 国道8号（国道303号と重複）塩津バイパス
  - 滋賀県道33号西浅井余呉線

自動車
- E8 北陸自動車道 木之本ICより約10分。